# 1992-es MTV Movie Awards
A 1992-es MTV Movie Awards díjátadó ünnepségét - ami egyben az első gála is volt - 1992. június 10-én tartották a kaliforniai Walt Disney Studios-ban, a házigazda Dennis Miller volt. A műsort az MTV csatorna közvetítette.

## Díjazottak és jelöltek
A nyertesek a táblázat első sorában, félkövérrel vannak jelölve.
| Legjobb film | Leghumorosabb alakítás |
| --- | --- |
| - Terminátor 2. – Az ítélet napja - Lánglovagok - Fekete vidék - JFK – A nyitott dosszié - Robin Hood, a tolvajok fejedelme | - Billy Crystal – Irány Colorado! - Dana Carvey – Wayne világa - Steve Martin – Az örömapa - Bill Murray – Isten nem ver Bobbal - Mike Myers – Wayne világa |
| Legjobb színész | Legjobb színésznő |
| - Arnold Schwarzenegger – Terminátor 2. – Az ítélet napja - Kevin Costner – Robin Hood, a tolvajok fejedelme - Robert De Niro – Cape Fear - A rettegés foka - Val Kilmer – The Doors - Robin Williams – A halászkirály legendája                                                                              | - Linda Hamilton – Terminátor 2. – Az ítélet napja - Geena Davis – Thelma és Louise - Rebecca De Mornay – A kéz, amely a bölcsőt ringatja - Mary Elizabeth Mastrantonio – Robin Hood, a tolvajok fejedelme - Julia Roberts – A szerelem erejével                                       |
| Legvonzóbb színész | Legvonzóbb színésznő |
| - Keanu Reeves – Holtpont - Kevin Costner – Robin Hood, a tolvajok fejedelme - Christian Slater – Kuffs, a zűrös zsaru - Patrick Swayze – Holtpont - Jean-Claude Van Damme – Dupla dinamit | - Linda Hamilton – Terminátor 2. – Az ítélet napja - Christina Applegate – Kipurcant a bébicsősz, anyának egy szót se! - Kim Basinger – Dermesztő szenvedély - Tia Carrere – Wayne világa - Julia Roberts – A szerelem erejével                                                        |
| Legjobb akciójelenet | Legjobb gonosz |
| - Terminátor 2. – Az ítélet napja - Lánglovagok - Jobb ma egy zsaru, mint holnap kettő - Az utolsó cserkész - Holtpont | - Rebecca De Mornay – A kéz, amely a bölcsőt ringatja - Robert De Niro – Cape Fear - A rettegés foka - Robert Patrick – Terminátor 2. – Az ítélet napja - Alan Rickman – Robin Hood, a tolvajok fejedelme - Wesley Snipes – New Jack City                                              |
| Legjobb csók | Áttörő előadás |
| - Anna Chlumsky és Macaulay Culkin – My Girl – Az első szerelem - Anjelica Huston és Raúl Juliá – Addams Family – A galád család - Annette Bening és Warren Beatty – Bugsy - Juliette Lewis és Robert De Niro – Cape Fear - A rettegés foka - Priscilla Presley és Leslie Nielsen – Csupasz pisztoly 2 és 1/2 | - Edward Furlong – Terminátor 2. – Az ítélet napja - Anna Chlumsky – My Girl – Az első szerelem - Campbell Scott – A szerelem erejével - Ice-T – New Jack City - Kimberly Williams – Apafej                                                                                            |
| Legjobb zenés pillanat | Legjobb duó |
| - "(Everything I Do) I Do It for You" – Robin Hood, a tolvajok fejedelme - "Addams Groove" – Addams Family – A galád család - "I Wanna Sex You Up" – New Jack City - "Tears in Heaven" – Drog - "You Could Be Mine" – Terminátor 2. – Az ítélet napja                                                         | - Dana Carvey és Mike Myers – Wayne világa - Damon Wayans és Bruce Willis – Az utolsó cserkész - Anna Chlumsky és Macaulay Culkin – My Girl – Az első szerelem - Kevin Costner és Morgan Freeman – Robin Hood, a tolvajok fejedelme - Geena Davis és Susan Sarandon – Thelma és Louise |
| Legjobb új filmkészítő | Életműdíj |
| - John Singleton - Fekete vidék | - Jason Voorhees - Péntek 13.-sorozat |